# Songwriter
「Songwriter」（ソングライター）は、1997年8月27日に発売されたKAN22作目のシングル。

## 概要
「涙の夕焼け」以来、1年ぶりとなる新曲は、初のシングル・コレクション『The Best Singles FIRST DECADE』にも収録された。本作がマーキュリー・ミュージックエンタテインメントからの最後のシングルとなり、次作よりワーナーミュージック・ジャパンへ移籍する。

## 収録曲
全曲　作詞・作曲：KAN　編曲：KAN・小林信吾
1. Songwriter
2. 君を待つ
3. Songwriter（オリジナル・カラオケ）